# Марн (Айова)
Марн (англ. Marne) — місто (англ. city) в США, в окрузі Кесс штату Айова. Населення — 110 осіб (2020).

## Географія
Марн розташований за координатами 41°26′56″ пн. ш. 95°6′39″ зх. д. / 41.44889° пн. ш. 95.11083° зх. д. (41.448905, -95.110762).  За даними Бюро перепису населення США в 2010 році місто мало площу 1,49 км², уся площа — суходіл.

## Демографія
Згідно з переписом 2010 року, у місті мешкало 120 осіб у 52 домогосподарствах у складі 37 родин. Густота населення становила 81 особа/км².  Було 64 помешкання (43/км²).
Расовий склад населення:
| - 99,2 % — білих |

До двох чи більше рас належало 0,8 %. Частка іспаномовних становила 0,0 % від усіх жителів.
За віковим діапазоном населення розподілялося таким чином: 21,7 % — особи молодші 18 років, 68,3 % — особи у віці 18—64 років, 10,0 % — особи у віці 65 років та старші. Медіана віку мешканця становила 44,0 року. На 100 осіб жіночої статі у місті припадало 93,5 чоловіків;  на 100 жінок у віці від 18 років та старших — 104,3 чоловіків також старших 18 років.
Середній дохід на одне домашнє господарство  становив 51 229 доларів США (медіана — 43 750), а середній дохід на одну сім'ю — 59 824 долари (медіана — 55 000). Медіана доходів становила 41 563 долари для чоловіків та 26 806 доларів для жінок. За межею бідності перебувало 5,4 % осіб, у тому числі 0,0 % дітей у віці до 18 років та 11,1 % осіб у віці 65 років та старших.
Цивільне працевлаштоване населення становило 60 осіб. Основні галузі зайнятості: виробництво — 45,0 %, роздрібна торгівля — 11,7 %, освіта, охорона здоров'я та соціальна допомога — 11,7 %.